# Charapan (kommun i Mexiko)
Charapan är en kommun i Mexiko.   Den ligger i delstaten Michoacán de Ocampo, i den södra delen av landet, 300 km väster om huvudstaden Mexico City.
Följande samhällen finns i Charapan:
- Charapán
- San Felipe de los Herreros